# Phil Chen
Pour les articles homonymes, voir Chen.
Phillip David Chen, dit Phil Chen, est un bassiste jamaïcain né le 25 décembre 1946 à Kingston (Jamaïque) et mort le 14 décembre 2021. 
Il fut l'un des bassistes les plus sollicités au cours des années 1970 et 1980 en Angleterre, notamment par Jeff Beck et le Rod Stewart Group de 1977 à 1980 puis connu pour son travail ultérieur avec Ray Manzarek et Robby Krieger de The Doors.

## Biographie
Phillip Chen est né et a passé une grande partie de sa vie à Kingston en Jamaïque. Il est d'ascendance chinoise. Il suit une scolarité au St George's College et joue dans les Vikings dans les années 1960 et dans des groupes du circuit des clubs de Kingston, avant de s'installer en Angleterre à la fin des années 1960. Phil Chen a travaillé avec de nombreux musiciens connus à l'échelle nationale au cours de sa carrière depuis les années 1960. Il a d'abord rejoint Jimmy James et the Vagabonds avant de réaliser qu'il pouvait faire beaucoup plus d'argent en tant que musicien de studio. Il enregistre avec Jeff Beck sur son album Blow by Blow, Donovan sur Cosmic Wheels et Joan Armatrading sur Back to the Night. Il a également rejoint The Butts Band mené par les membres de The Doors Robby Krieger et John Densmore et a enregistré  avec eux leur premier album, éponyme. Il est également connu pour avoir été un membre de Brian may's Star Fleet Project avec Eddie Van Halen en 1983.
Phil Chen a joué et enregistré avec notamment Rod Stewart (en jouant sur les titres Hot Legs - il apparaît dans le clip, Da Ya Think I'm Sexy  et les Young Turks), mais aussi Pete Townshend, Eric Clapton, Ray Charles, Desmond Dekker, Jerry Lee Lewis, Bob Marley, Jimmy Cliff, Jackson Browne, Jeff Beck, et Linda Lewis (sur Rock-a-Doodle-Doo), entre autres.

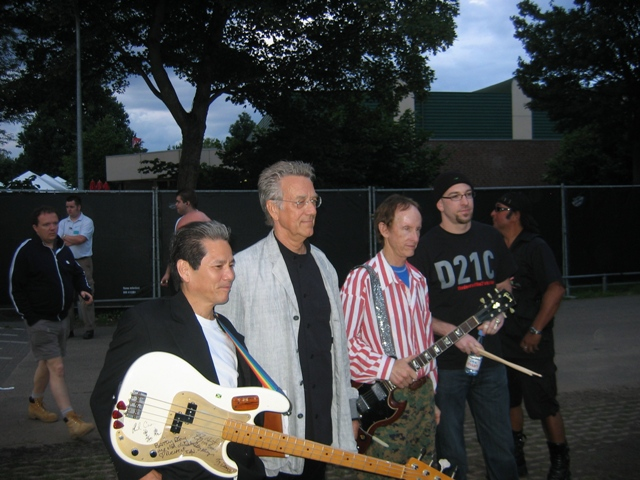
Phil Chen à gauche, Ray Manzarek au milieu à côté de Robby Krieger.

En 2004, il rejoint le claviériste Ray Manzarek et le guitariste Robby Krieger (avec qui il avait travaillé dans The Butts Band) dans leur reformation des Doors, Manzarek–Krieger. Il a également été membre de Krieger et Manzarek, le groupe hommage aux Doors Riders on the Storm, mais il a aussi joué dans des groupes de ska et de reggae soca, y compris le groupe de reggae/soca du joueur de steel drum trinidadien Einstein Brown Sapadilla, qui comprenait Pico Rivera guitariste Dale Hauskins, et tournait près de chez lui, dans le sud de la Californie.
En octobre 2014, il reçoit l'ordre de la Distinction (ordre honorifique de la Jamaïque).

## Style et influences
Phil Chen grandit au son des disques de la Motown, qui a un fort impact sur la musique jamaïcaine. Il en garde une fascination absolue pour le bassiste de Detroit James Jamerson, pilier de Motown. Il est le bassiste qui lui fait saisir la capacité mélodique de la basse, au-delà du traditionnel schéma de jeu de basse en fondamentale/quinte. À ce titre, il a participé au livre hommage de Dr Licks (alias Allan Slutsky) , premier relevé officiel des lignes de basse de Jamerson, Standing in the Shadows of Motown, paru en 1989. Phil Chen a bien connu James Jamerson et il est régulièrement invité à témoigner aux hommages rendus au bassiste légendaire.
Il utilise une Fender Jazz Bass « stack knobs » de 1962 avec des cordes Rotosound à filé rond (pour les sons plus modernes, disco et les parties slappées) et conserve une Fender Precision Bass de 1962 dont les cordes La Bella à filé plat de fort tirant, jamais changées en 50 ans, lui permettent d'obtenir le son de son maître, James Jamerson.